# Communauté de communes Roumois Seine
La communauté de communes Roumois Seine est une communauté de communes française, située dans les départements de l'Eure et de la Seine-Maritime dans la région Normandie.

## Historique
Dans le cadre des dispositions de la loi portant nouvelle organisation territoriale de la République du 7 août 2015, qui prévoit que les établissements publics de coopération intercommunale (EPCI) à fiscalité propre doivent avoir un minimum de 15 000 habitants, cette intercommunalité résulte de la fusion des quatre communautés de communes d'Amfreville-la-Campagne, de Bourgtheroulde-Infreville, de Quillebeuf-sur-Seine et de Roumois Nord.
Elle est créée par un arrêté préfectoral  du 16 septembre 2016 qui a pris effet le 1er janvier 2017 et rassemble alors 62 communes regroupant 53 000 habitants.
Le 12 avril 2018, la majorité du conseil communautaire a rejeté le compte administratif de l'intercommunalité, qui retrace les dépenses et recettes de l'exercice 2017 tel que présenté par le président alors en fonction, Benoît Gatinet, entraînant l'intervention de la chambre régionale des comptes et la demande de scission de certaines communes de l'intercommunalité,. Ce vote intervenait dans le cadre d'une contestation de l'importance de la dette contractée par Roumois Seine, mais surtout héritée des anciennes communautés de communes de Bourgtheroulde-Infreville et d’Amfreville-la-Campagne
Le 1er janvier 2019,  14 communes quittent l'intercommunalité après cette crise : 
- les communes de La Saussaye, La Harengère et Mandeville ont rejoint la Communauté d'agglomération Seine-Eure (CASE);
- Fouqueville, la Haye-du-Theil, le Bosc du Theil, Saint-Meslin-du-Bosc et Tourville-la-Campagne ont rejoint la communauté de communes du Pays du Neubourg ;
- Bouquelon, Marais-Vernier, Quillebeuf-sur-Seine, Rougemontiers, Routot et Saint-Samson-de-la-Roque ont rejoint la communauté de communes de Pont-Audemer / Val de Risle[6]

## Toponymie
L'intercommunalité tire son nom du plateau du Roumois et de la Seine, qui structurent le territoire communautaire.

## Territoire communautaire

### Géographie
Située dans le nord du département de l'Eure, la communauté de communes Roumois Seine regroupe 40 communes et s'étend sur 338,7 km2. Une de ces communes, Mauny, se trouve néanmoins en Seine-Maritime.

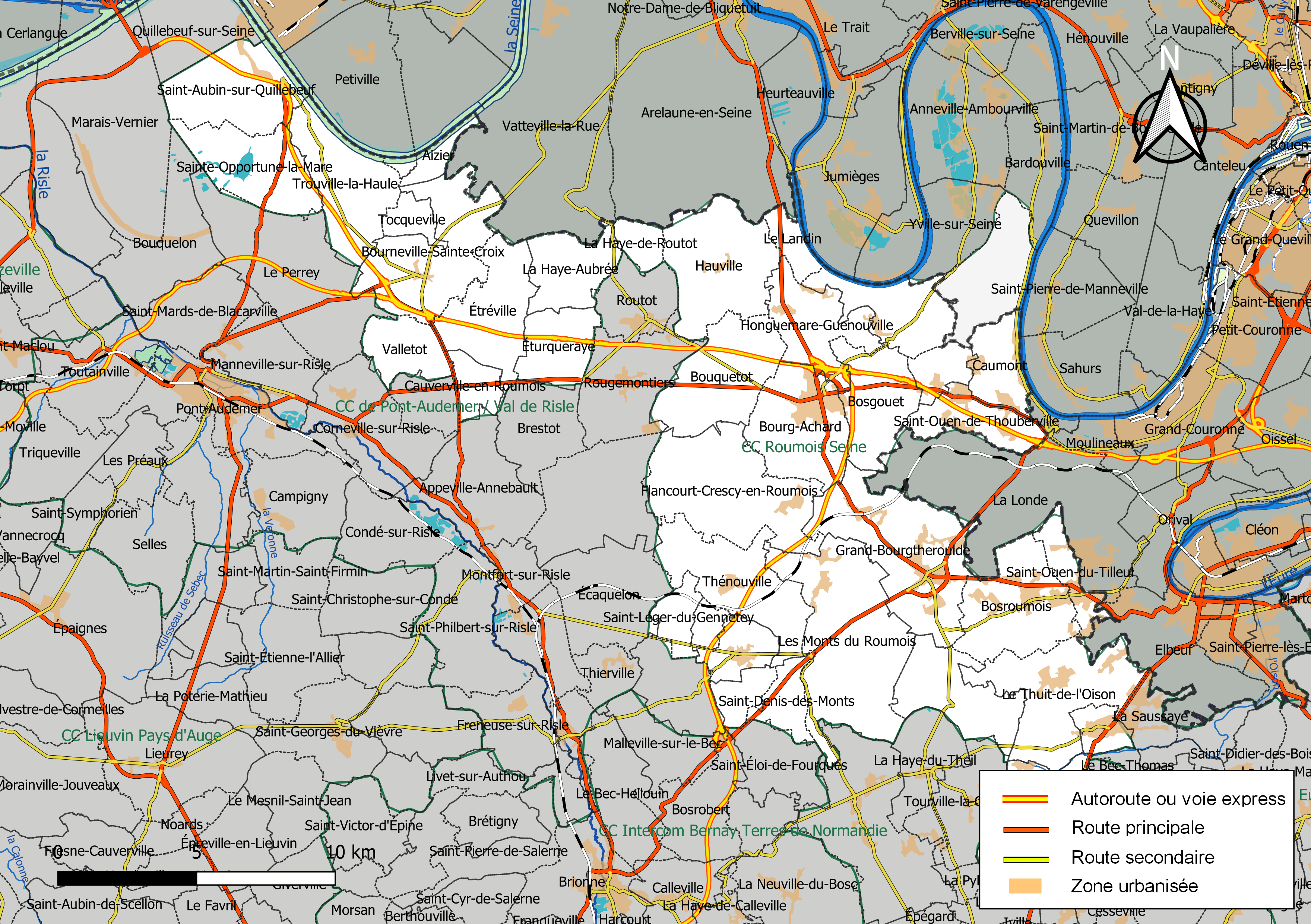
Carte de la communauté de communes Roumois Seine au 1er janvier 2019.

### Composition
En 2023, la communauté de communes est composée des 40 communes suivantes :

| Nom                         | Code Insee | Gentilé            | Superficie (km2) | Population (dernière pop. légale) | Densité (hab./km2) |
| --------------------------- | ---------- | ------------------ | ---------------- | --------------------------------- | ------------------ |
| Bourg-Achard (siège)        | 27103      | Achard-Bourgeois   | 12,32            | 4 029 (2022)                      | 327                |
| Aizier                      | 27006      | Aiziérois          | 2,36             | 156 (2022)                        | 66                 |
| Amfreville-Saint-Amand      | 27011      |                    | 9,62             | 1 200 (2022)                      | 125                |
| Barneville-sur-Seine        | 27039      | Barnevillais       | 8,77             | 530 (2022)                        | 60                 |
| Boissey-le-Châtel           | 27077      | Boisséens          | 4,38             | 877 (2022)                        | 200                |
| Bosgouet                    | 27091      | Bosgouérois        | 9,55             | 776 (2022)                        | 81                 |
| Bosroumois                  | 27090      |                    | 13,24            | 3 855 (2022)                      | 291                |
| Bouquetot                   | 27102      | Bouquetotois       | 13,07            | 1 049 (2022)                      | 80                 |
| Bourneville-Sainte-Croix    | 27107      |                    | 15,83            | 1 297 (2022)                      | 82                 |
| Caumont                     | 27133      | Caumontais         | 6                | 1 132 (2022)                      | 189                |
| Cauverville-en-Roumois      | 27134      | Cauvervillais      | 3,24             | 211 (2022)                        | 65                 |
| Étréville                   | 27227      | Étrévillais        | 11,23            | 669 (2022)                        | 60                 |
| Éturqueraye                 | 27228      | Sturcretins        | 6,72             | 303 (2022)                        | 45                 |
| Flancourt-Crescy-en-Roumois | 27085      |                    | 19,01            | 1 586 (2022)                      | 83                 |
| Grand Bourgtheroulde        | 27105      |                    | 19,51            | 4 006 (2022)                      | 205                |
| Hauville                    | 27316      | Hauvillais         | 14,69            | 1 270 (2022)                      | 86                 |
| La Haye-Aubrée              | 27317      | Aubriens           | 7,5              | 419 (2022)                        | 56                 |
| La Haye-de-Routot           | 27319      | Hayons-Routotois   | 2,51             | 286 (2022)                        | 114                |
| Honguemare-Guenouville      | 27340      | Honguemarais       | 9,3              | 702 (2022)                        | 75                 |
| Le Landin                   | 27363      | Landinois          | 3,15             | 262 (2022)                        | 83                 |
| Mauny                       | 76419      | Maunyais           | 10,19            | 151 (2022)                        | 15                 |
| Les Monts du Roumois        | 27062      |                    | 23,81            | 1 609 (2022)                      | 68                 |
| Saint-Aubin-sur-Quillebeuf  | 27518      | Saint-Aubinois     | 12,39            | 757 (2022)                        | 61                 |
| Saint-Denis-des-Monts       | 27531      | Dyonisiens         | 3,88             | 208 (2022)                        | 54                 |
| Saint-Léger-du-Gennetey     | 27558      | Léogardiens        | 3,27             | 170 (2022)                        | 52                 |
| Saint-Ouen-de-Pontcheuil    | 27579      |                    | 1,17             | 101 (2022)                        | 86                 |
| Saint-Ouen-de-Thouberville  | 27580      | Thoubervillais     | 6,32             | 2 426 (2022)                      | 384                |
| Saint-Ouen-du-Tilleul       | 27582      | Audoéniens         | 3,99             | 1 777 (2022)                      | 445                |
| Saint-Philbert-sur-Boissey  | 27586      | Saint-Philibertins | 3,03             | 172 (2022)                        | 57                 |
| Saint-Pierre-des-Fleurs     | 27593      | Saint-Pierrais     | 2,79             | 1 688 (2022)                      | 605                |
| Saint-Pierre-du-Bosguérard  | 27595      | Saint-Pierrais     | 10,1             | 962 (2022)                        | 95                 |
| Sainte-Opportune-la-Mare    | 27577      |                    | 10,89            | 429 (2022)                        | 39                 |
| Thénouville                 | 27089      |                    | 13,19            | 1 016 (2022)                      | 77                 |
| Le Thuit de l'Oison         | 27638      |                    | 15,58            | 3 801 (2022)                      | 244                |
| Tocqueville                 | 27645      | Tocquevillais      | 2,48             | 143 (2022)                        | 58                 |
| La Trinité-de-Thouberville  | 27661      | Trinitais          | 3,33             | 416 (2022)                        | 125                |
| Trouville-la-Haule          | 27665      | Trouvillais        | 12,25            | 754 (2022)                        | 62                 |
| Valletot                    | 27669      | Valletotais        | 5,79             | 411 (2022)                        | 71                 |
| Vieux-Port                  | 27686      | Vieux-Portais      | 0,57             | 50 (2022)                         | 88                 |
| Voiscreville                | 27699      | Voiscrevillais     | 1,69             | 117 (2022)                        | 69                 |

### Démographie
| 1968   | 1975   | 1982   | 1990   | 1999   | 2010   | 2015   | 2021   |
| ------ | ------ | ------ | ------ | ------ | ------ | ------ | ------ |
| 18 491 | 22 128 | 27 995 | 30 813 | 32 381 | 37 218 | 39 655 | 41 622 |

## Organisation

### Siège
Le siège de la communauté de communes est situé à Bourg-Achard, 666 Rue Adolphe Coquelin.

### Élus
La communauté de communes est administrée par son conseil communautaire, composé, pour la mandature 2020-2026 de  68 conseillers municipaux représentant chacune des  communes membres répartis de la manière suivante proportionnellement à leur population :

- 5 délégués pour Grand Bourgtheroulde, Bourg Achard et le Thuit-de-l'Oison ;

- 4 délégués pour Bosroumois ;

- 3 délégués pour Saint-Ouen-de-Thouberville ;

- 2 délégués pour Saint-Ouen-du-Tilleul, Les Monts du Roumois, Saint-Pierre-des-Fleurs, Flancourt-Crescy-en-Roumois, Hauville, Bourneville Sainte Croix, Amfreville-Saint-Armand, Bouquetot, Saint-Pierre-du-Bosguérard, Caumont et Thénouville ;

- 1 délégué ou son suppléant pour les autres communes.

Au terme des élections municipales de 2020 dans l'Eure, le conseil communautaire du 15 juillet 2020 a élu son nouveau président, Vincent Martin, maire de la commune nouvelle du Grand Bourgtheroulde. 
Celui-ci ayant démissionné, le conseil communautaire du 27 novembre 2023 a élu son successeur, Sylvain Bonenfant, maire de Caumont, ainsi que ses 12 vice-présidents, qui sont,, : 
1. Michaël Ono-dit-Biot, maire-adjoint de Bosroumois, chargé de la population, de la concertation, de l'action sportive et des associations ;
2. Gwendoline Presles, maire de Bourneville-Sainte-Croix, chargé de l’attractivité et cohésion du territoire.
3. Christine Houel, maire-adjointe de Flancourt-Crescy-en-Roumois, chargée des finances, du budget, des achats et du patrimoine ;
4. Brigitte Barbette, maire-adjointe de Thénouville, chargée de l’autonomie et de la solidarité ;
5. Yannick Boudet, maire-adjoint de  Grand Bourgtheroulde, chargé  de la transition numérique et mutualisation des compétences ;
6. Franck Bertin, maire de Bosgouet, chargé de la stratégie touristique et de la dynamique associative, face à Josette Simon, qui occupait cette place.
7. Franck Bucher, maire de Saint-Philibert-sur-Boissey, chargé des bâtiments et travaux ;
8. Aline Donnet-Mousseux, maire d'Étreville, chargée de la mobilité ;
9. Arnaud Maupoint, maire d’Aizier, chargé de l’urbanisme, du PLUi et de l'aménagement ;
10. Philippe Vanheule, maire de Bosroumois, chargé de la voirie ;
11. Damien Thiébault, conseiller municipal d'opposition de Saint Ouen de Thouberville, chargé de la gestion aquatique et du ruissellement.
12. Bertrand Pécot,  maire de Flancourt-Crescy-en-Roumois, chargé de l’assainissement et de la gestion des déchets.

### Liste des présidents
| Période        | Période                       | Identité          | Étiquette | Qualité |
| -------------- | ----------------------------- | ----------------- | --------- | --- |
| janvier 2017,  | juillet 2020                  | Benoît Gatinet    | UDI       | Maire d'Aizier (2001 → 2020) Président de la CC de Quillebeuf-sur-Seine (2014 → 2016) Conseiller départemental de Bourg-Achard (2015 → 2021) Vice-président du conseil départemental de l'Eure (2015 → 2021) |
| juillet 2020,  | novembre 2023,                | Vincent Martin    | SE        | Maire de Grand Bourgtheroulde (2017 → 2023) Démissionnaire |
| novembre 2023, | En cours (au 7 décembre 2023) | Sylvain Bonanfant | SE        | Directeur de la sûreté et de la sécurité au sein du Département de la Seine-Maritime Maire de Caumont (2020 → ) Conseiller départemental de Bourg-Achard (2021 → )                                           |

### Compétences
L'intercommunalité exerce les compétences qui lui ont été transférées par les communes membres, dans les conditions déterminées par le code général des collectivités territoriales. Il s'agit de : 
- Aménagement de l’espace communautaire : schéma de cohérence territoriale, plan local d'urbanisme, carte communale et autres document d’urbanisme ;
- Développement économique et touristique : zones d'activité, politique locale du commerce et soutien aux activités commerciales d’intérêt communautaire, promotion du tourisme, dont la création d’offices de tourisme ;
- Gestion des milieux aquatiques et prévention des inondations : aménagement de bassin ou d’une fraction de bassin hydraulique, etEntretien et aménagement de cours d’eau, canal, lac ou plan d’eau, y compris ses accès, défense contre les inondations et contre la mer, Protection et restauration des sites, des écosystèmes aquatiques et des zones humides ainsi que des formations boisées riveraines ;
- Accueil des gens du voyage ;
- Collecte et traitement des déchets des ménages et déchets assimilés
- Assainissement des eaux usées ;
- Protection et mise en valeur de l’environnement et soutien aux actions de maîtrise de la demande d’énergie ;
- Politique du logement et du cadre de vie (logement social, logement des personnes défavorisées, actions d’intérêt communautaire permettant un développement harmonieux et équilibré en matière de logements) ;
- Voirie, entretien des chemins et sentiers de randonnées reconnus d’intérêt communautaire ;
- Équipement culturels et sportifs d’intérêt communautaire ;
- Action sociale d’intérêt communautaire ;
- Aménagement numérique du territoire
- Déploiement du Très Haut Débit
- Mobilité : transports scolaires à destination des collèges du territoire, action en faveur de l’intermodalité entre les différents modes de transport, en particulier autour de la gare de Thuit-Hébert, actions en faveur du covoiturage;
- Valorisation du patrimoine et du tourisme sur le territoire : Equipements patrimoniaux et touristiques reconnus d'intérêt communautaire ;
- Contingent d'incendie.

### Régime fiscal et budget
La communauté de communes est un établissement public de coopération intercommunale à fiscalité propre.
Afin de financer l'exercice de ses compétences, l'intercommunalité perçoit la fiscalité professionnelle unique (FPU) – qui a succédé à la taxe professionnelle unique (TPU) – et assure une péréquation de ressources entre les communes résidentielles et celles dotées de zones d'activité.
L'intercommunalité perçoit une dotation globale de fonctionnement (DGF) bonifiée ainsi que la taxe d'enlèvement des ordures ménagères (TEOM), qui finance ce service public. Celle-ci devrait être remplacée en 2025 par une TEOM incitative afin d'inciter les ménages à mieux trier leurs déchets.
Elle ne reverse pas de dotation de solidarité communautaire (DSC) à ses communes membres.

## Projets et réalisations
Conformément aux dispositions légales, une communauté de communes a pour objet d'associer des « communes au sein d'un espace de solidarité, en vue de l'élaboration d'un projet commun de développement et d'aménagement de l'espace ».

### Projets
Déplacements doux
L'intercommunalité a adopté en septembre 2020 un schéma directeur des modes actifs destiné à favoriser le développement des transports doux pour la mandature 2020-2026 : la marche, le vélo et d’autres modes non motorisés. Ce schéma prévoit une réalisation structurante constituée par  l'axe reliant Bourg-Achard au Thuit-de-l'Oison par  Grand-Bourgtheroulde. Quatre itinéraires s'y raccorderont, reliant Bourg-Achard à Maison-Brûlée, Grand-Bourgtheroulde à Saint-Ouen-du-Tilleul, Grand-Bourgtheroulde à Boissey, et Bourneville-Sainte-Croix à Bourg-Achard. Ce réseau sera connecté au projet régional La Seine en vélo passant par Aizier, Le Vieux-Port, Trouville-la-Haule et Sainte-Opportune-la-Mare, avec une petite portion à Caumont sur l'axe La Bouille - Berville-sur-Seine (Seine-Maritime).